# Oreina bifrons
Oreina bifrons – gatunek chrząszcza z rodziny stonkowatych i podrodziny Chrysomelinae.

## Taksonomia
Gatunek ten opisany został po raz pierwszy w 1792 roku przez Johana Christiana Fabriciusa pod nazwą Chrysomela bifrons. Obejmuje sześć podgatunków:
- Oreina bifrons bifrons Fabricius, 1792
- Oreina bifrons cadorensis Bechyne, 1958
- Oreina bifrons decora (Richter, 1820)
- Oreina bifrons gadmena Bechyne, 1958
- Oreina bifrons heterocera (Reitter, 1917)
- Oreina bifrons monticola (Duftschmid, 1825)

## Morfologia
Chrząszcz o wydłużonym, nieco przypłaszczonym ciele długości od 8 do 11 mm. Ubarwienie wierzchu ciała jest metalicznie zielone, granatowe lub miedziane, jednobarwne lub ze wzorem, często fioletowoniebieskim, obejmującym parę podłużnych smug na pokrywach, a czasem też ich szew, tarczkę, tylną krawędź przedplecza i fragment nadustka. Stopień połysku bywa różny między podgatunkami. Czułki mają dwa początkowe człony częściowo czerwone. Głaszczki szczękowe mają człon ostatni nie cieńszy od poprzedniego i na wierzchołku ścięty. Przedplecze ma brzegi boczne w tylnej części wałeczkowato zgrubiałe, oddzielone od dysku zagłębieniem. Powierzchnia pokryw ma punkty mocne, bardzo delikatne zmarszczki i rozproszone punkty drobne. Powierzchnia pokryw wszędzie rzeźbiona jest głębokimi zmarszczkami o różnorodnym ukierunkowaniu. Podgięcia pokryw rozszerzone są tylko w przedniej ćwiartce długości. Odwłok ma pierwszy sternit nie dłuższy niż zapiersie. Genitalia samca odznaczają się bardzo długim i wąskim prąciem z zaokrąglonym płatkiem na szczycie.

## Ekologia i występowanie
Owad górski, zamieszkujący piętra regla górnego, subalpejskie i alpejskie. Bytuje wśród ziołorośli i na pobrzeżach źródlisk. Osobniki dorosłe jak i larwy są fitofagami. Do ich roślin żywicielskich należą różne selerowate, w tym świerząbek korzenny i trybula leśna.
Gatunek palearktyczny, europejski. Podgatunek nominatywny zamieszkuje głównie zachodnie Alpy i znany jest z Francji, Niemiec, Szwajcarii, Liechtensteinu, Austrii i Włoch. Podgatunek O. b. gadmena jest endemitem Szwajcarii. O. b. cadorensis podawany jest z Austrii i Włoch. O. b. monticola notowany jest z Niemiec, Austrii, Słowenii oraz Bośni i Hercegowiny. Występowanie O. b. heterocera stwierdzono na Słowacji i w Rumunii. O. b. decora jest endemitem Sudetów, rozmieszczonym po polskiej i czeskiej stronie, na wyższych położeniach górskich od Gór Izerskich po Jesioniki.